# Juan Echanove
Juan Echanove Labanda est un acteur espagnol né le 1er avril 1961 à Madrid.

## Biographie
Après des études à l'Ecole d'arts dramatiques de Madrid, il tourne plusieurs films pour le cinéma et la télévision espagnole. Il est connu en France pour avoir joué le rôle du  directeur de l'école des arts de la scène de Barcelone dans la cinquième saison de la série espagnole Un, dos, tres.
En 2017, il reçoit la médaille d'or du mérite des beaux-arts.

## Filmographie partielle
- 1988 : Miss Caribe de Fernando Colomo
- 1995 : La Fleur de mon secret de Pedro Almodóvar
- 2001 : Sans nouvelles de Dieu d'Agustín Díaz Yanes
- 2005. : Morir en San Hilario de Laura Mañá
- 2006 : Capitaine Alatriste d'Agustín Díaz Yanes
- 2017 : Oro, la cité perdue d'Agustín Díaz Yanes